# Hans Wilt
Hans Wilt (* 29. März 1867 in Wien; † 29. März 1917 ebenda) war ein österreichischer Landschaftsmaler.

## Leben

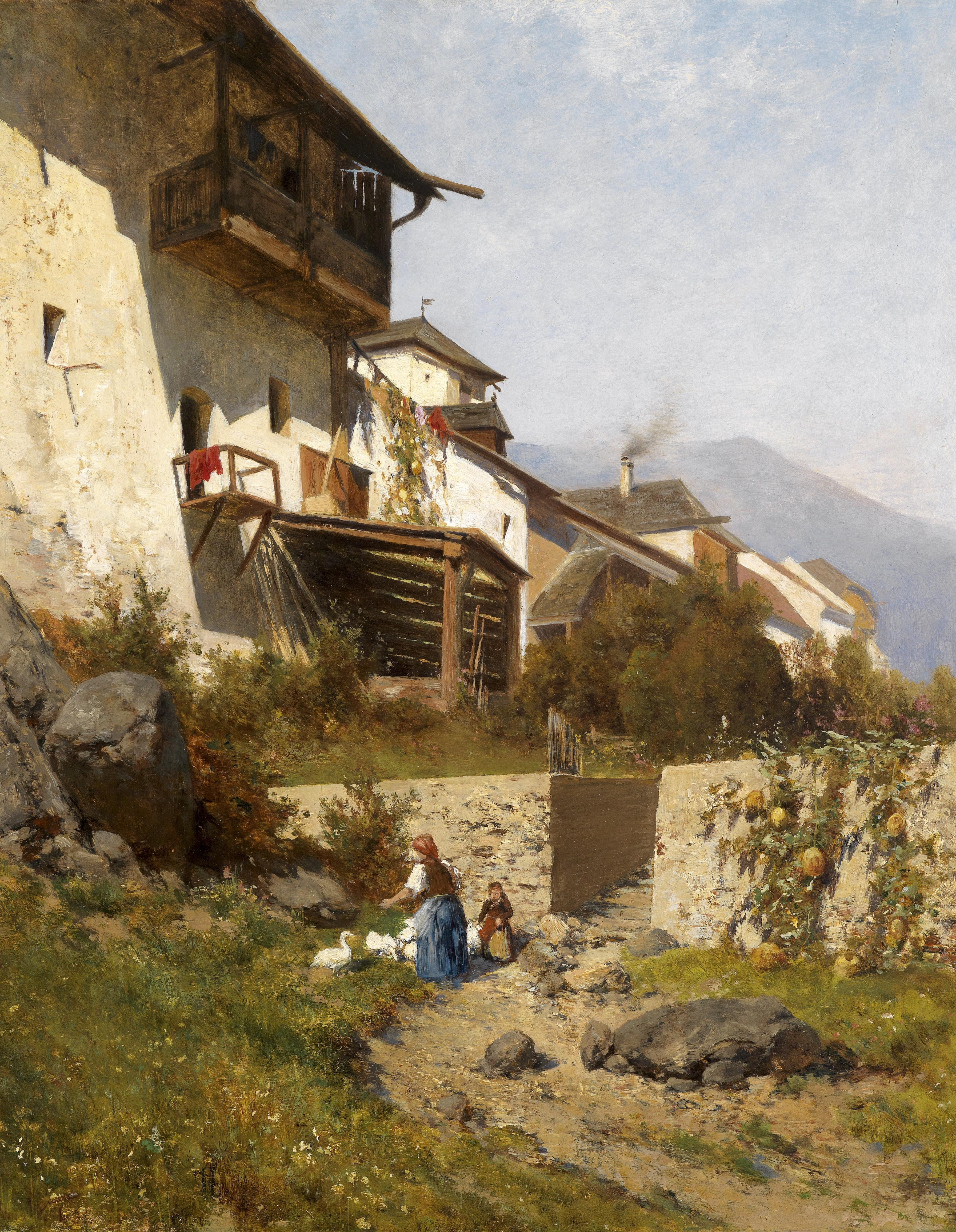
Murau

Wilt begann seine Ausbildung beim Theatermaler Johann Kautsky und studierte von 1886 bis 1891 an der Akademie der bildenden Künste Wien beim Landschaftsmaler Eduard Peithner von Lichtenfels. Im Jahr 1892 erhielt er ein Ehrendiplom bei der Aquarellausstellung in Dresden. Dank eines Stipendiums der Akademie verbrachte er die Jahre 1893 und 1894 auf einem Studienaufenthalt in Rom. Von 1890 bis 1899 nahm er an den Jahresausstellungen in Wien teil. Er gewann auf der Pariser Weltausstellung 1900 eine Bronzemedaille. Von 1900 bis 1910 war er in Niederlanden tätig. Im Jahr 1904 waren drei seiner Werke auf der Louisiana Purchase Exposition in St. Louis zu sehen.
Werke (Auswahl)
- 1890: Garten in Dürnstein (Öl), Nonnbergsteige in Salzburg (Gouache)
- 1891: Holzschlag in Böhmen und Der Mirabellengarten in Salzburg (Öl), Inneres der Peterskirche in Salzburg (Gouache)
- 1892: Abendstimmung bei Amalfi und Hof eines alten Palazzo in Bavello (Öl), Aus dem Garten des Palazzo Buffalo in Bavello bei Amalfi (Gouache)
- 1893: Mittagsstimmung bei Amalfi (Öl)
- 1894: Strasse in Monreale bei Palermo (Gouache)
- 1896: Faraglioni auf Capri und Fontana in Monreale (Öl)
- 1998: Perchtoldsdorf (Öl)
- 1899: Landschaft bei Syracus und Holzrechen bei Hallein an der Salzach (Öl)
- 1901: Nacht am Inn (Öl)